# كوسيوسكو
كوسيوسكو (مسيسيبي) (بالإنجليزية: Kosciusko, Mississippi)‏ هي مدينة تقع في الولايات المتحدة في مقاطعة أتالا. يقدر عدد سكانها بـ 7,402 نسمة ومساحتها 19.6 كم2 وترتفع عن سطح البحر 146 متر.

## التركيبة السكانية
حدّد مكتب تعداد الولايات المتحدة بيانات التركيبة السكانية لكوسيوسكو في تعداد الولايات المتحدة. في ما يلي، التركيبة السكانية حسب تعدادي 2000 و2010.

### تعداد عام 2000
بلغ عدد سكان كوسيوسكو 7,372 نسمة بحسب تعداد عام 2000، وبلغ عدد الأسر 2,885 أسرة وعدد العائلات 1,907 عائلة مقيمة في المدينة. في حين سجلت الكثافة السكانية 377.1 نسمة لكل كيلومتر مربع (976.7/ميل2). وبلغ عدد الوحدات السكنية 3,174 وحدة بمتوسط كثافة قدره 162.4 لكل كيلومتر مربع (420.6/ميل2).
وتوزع التركيب العرقي للمدينة بنسبة 53.66% من البيض و44.57% من الأمريكيين الأفارقة و0.16% من الأمريكيين الأصليين و0.46% من الأمريكيين ذوي الأصول الآسيوية و0.60% من الأعراق الأخرى و0.54% من عرقين مختلطين أو أكثر و1.06% من الهسبانيون أو اللاتينيون من أي عرق.
بلغ عدد الأسر 2,885 أسرة كانت نسبة 36.8% منها لديها أطفال تحت سن الثامنة عشر تعيش معهم، وبلغت نسبة الأزواج القاطنين مع بعضهم البعض 40.2% من أصل المجموع الكلي للأسر، ونسبة 21.9% من الأسر كان لديها معيلات من الإناث دون وجود شريك،  بينما كانت نسبة 3.9% من الأسر لديها معيلون من الذكور دون وجود شريكة وكانت نسبة 33.9% من غير العائلات. تألفت نسبة 31.2% من أصل جميع الأسر من عدة أفراد يعيشون في نفس المنزل ونسبة 17.5% كانت تتألف من شخص يعيش بمفرده يبلغ من العمر 65 عاماً أو أكثر. وبلغ متوسط حجم الأسرة المعيشية 2.43، أما متوسط حجم العائلات فبلغ 3.04.
بلغ العمر الوسطي للسكان 37.3 عاماً. وكانت نسبة 26.1% من القاطنين تحت سن الثامنة عشر، وكانت نسبة 9.3% بين الثامنة عشر والرابعة والعشرين عاماً، ونسبة 23.6% كانت واقعةً في الفئة العمرية ما بين الخامسة والعشرين والرابعة والأربعين عاماً، ونسبة 19.6% كانت ما بين الخامسة والأربعين والرابعة والستين، ونسبة 16.6% كانت ضمن فئة الخامسة والستين عاماً فما فوق. يوجد لكل 100 أنثى 80.2 ذكر، ويوجد لكل 100 أنثى في الثامنة عشر من عمرها فما فوق 73.5 ذكر.
بلغ متوسط دخل الأسرة في المدينة 21,737 دولارًا، أما متوسط دخل العائلة فبلغ 29,000 دولارًا. وكان متوسط دخل الذكور 27,423 دولارًا مقابل 16,487 دولارًا للإناث. وسجل دخل الفرد الخاص بالمدينة 13,478 دولارًا. وكانت نسبة 20.9% من العائلات ونسبة 24.2% من السكان تحت خط الفقر، وكان من هؤلاء نسبة 32.2% تحت سن الثامنة عشر ونسبة 20.1% في الخامسة والستين من العمر وما فوق.

### تعداد عام 2010
بلغ عدد سكان كوسيوسكو 7,402 نسمة بحسب تعداد عام 2010، وبلغ عدد الأسر 2,817 أسرة وعدد العائلات 1,871 عائلة مقيمة في المدينة. في حين سجلت الكثافة السكانية 378.6 نسمة لكل كيلومتر مربع (980.6/ميل2). وبلغ عدد الوحدات السكنية 3,169 وحدة بمتوسط كثافة قدره 162.1 لكل كيلومتر مربع (419.8/ميل2).
وتوزع التركيب العرقي للمدينة بنسبة 45.56% من البيض و51.95% من الأمريكيين الأفارقة و0.30% من الأمريكيين الأصليين و0.50% من الأمريكيين ذوي الأصول الآسيوية و0.04% من سكان جزر المحيط الهادئ و0.91% من الأعراق الأخرى و0.76% من عرقين مختلطين أو أكثر و2.12% من الهسبانيون أو اللاتينيون من أي عرق.
بلغ عدد الأسر 2,817 أسرة كانت نسبة 38.7% منها لديها أطفال تحت سن الثامنة عشر تعيش معهم، وبلغت نسبة الأزواج القاطنين مع بعضهم البعض 35.1% من أصل المجموع الكلي للأسر، ونسبة 26.3% من الأسر كان لديها معيلات من الإناث دون وجود شريك،  بينما كانت نسبة 5% من الأسر لديها معيلون من الذكور دون وجود شريكة وكانت نسبة 33.6% من غير العائلات. تألفت نسبة 30.9% من أصل جميع الأسر من عدة أفراد يعيشون في نفس المنزل ونسبة 15.3% كانت تتألف من شخص يعيش بمفرده يبلغ من العمر 65 عاماً أو أكثر. وبلغ متوسط حجم الأسرة المعيشية 2.51، أما متوسط حجم العائلات فبلغ 3.15.
بلغ العمر الوسطي للسكان 34.9 عاماً. وكانت نسبة 28.5% من القاطنين تحت سن الثامنة عشر، وكانت نسبة 8.8% بين الثامنة عشر والرابعة والعشرين عاماً، ونسبة 23.4% كانت واقعةً في الفئة العمرية ما بين الخامسة والعشرين والرابعة والأربعين عاماً، ونسبة 22% كانت ما بين الخامسة والأربعين والرابعة والستين، ونسبة 17.2% كانت ضمن فئة الخامسة والستين عاماً فما فوق. وتوزع التركيب الجنسي للسكان بنسبة 45.1% ذكور و54.9% إناث.

## أعلام
- أوبرا وينفري
- بيلي رأي بيتس
- مارك ودارد
- ويليام هيوز ميلر
- جون س. آدامز
- ماري كومفورت ليونارد